# Sitronics
Sitronics (russisch Ситроникс/ Sitroniks) ist ein russisches Unternehmen der High-Tech-Industrie, das in den Branchen der Mikroelektronik, Informationstechnologie und der Telekommunikation aktiv ist. Das Unternehmen wurde 1997 im Moskauer Außenbezirk Selenograd gegründet. Der russische Mischkonzern AFK Sistema ist mittlerweile Mehrheitseigner des Konzerns. Die Unternehmen der Sitronics Gruppe sind in den folgenden Geschäftsfeldern tätig:
- der Produktion von Telekommunikations-Anlagen und -Software,
- der Systemintegration,
- der Beratung,
- der Produktion von Computerhardware,
- der Entwicklung und Produktion von Halbleitern,
- der Produktion von elektronischen Geräten und der
- Entwicklung sowie der Produktion und Installation von Sicherheitssystemen.

Sitronics hat Produktionsstätten in Moskau, Selenograd, Kiew, Prag, Woronesch und in weiteren osteuropäischen Städten. 2006 wurde die Mehrheit am griechischen Telekommunikationsunternehmen Intracom erworben.
Die Produkte werden in West- und Osteuropa, in Russland, der übrigen GUS, in Nordamerika, dem Nahen Osten und in Südostasien verkauft.